# Élet vagy halál
Az Élet vagy halál (eredeti cím: Una ragione per vivere e una per morire) 1972-ben bemutatott olasz–francia–spanyol spagettiwesternfilm, amelynek főszereplői Bud Spencer, James Coburn és Telly Savalas. Az élőszereplős játékfilm rendezője Tonino Valerii, producerei Michael Billingsley, Alfonso Sansone és a Arthur Steloff. A forgatókönyvet Rafael Azcona és Ernesto Gastaldi írta, a zenéjét Riz Ortolani szerezte. A mozifilm az Atlántida Films, az Europrodis Heritage Entertainment Inc., a Les Films Corona, a Sancrosiap és a Terza gyártásában készült. Műfaja westernfilm. Olaszországban 
Olaszországban 1972. december 27-én mutatták be a mozikban, Magyarországon 1993. augusztus 4-én az MTV2-n vetítették le a televízióban.

## Cselekmény
|  | Alább a cselekmény részletei következnek! |

A film az amerikai polgárháború idején játszódik. Az akasztófa árnyékában utolsó lehetőséget kap hét gazfickó. Ha életben akarnak maradni, el kell vállalniuk egy életveszélyes feladatot. Segíteniük kell Pembroke ezredesnek (James Coburn) egy szinte bevehetetlen erőd megrohamozásában, aminek bevétele stratégiai előnyhöz juttatná az északi szövetségeseket. Mivel mást nem tehetnek, gondolkodás nélkül rábólintanak.
Az út során azonban a bűnözők majdnem fellázadnak, ezért Pembroke ezredes először elzavarja a lovaikat, majd azzal a történettel áll elő, hogy az erőd közepén félmillió dollár van elásva.
Eli Sampson (Bud Spencer) egy déli katona egyenruháját, valamint egy titkos parancsot felhasználva bejut az erődbe és felderíti a terepet, továbbá segít egy kötelet rögzíteni. Rájön, hogy van egy elektromos riasztórendszer, amivel a bejutási utat jelentő függőhidat Ward őrnagy távolról is fel tudja robbantani, mivel a függőhíd végig alá van aknázva.
A többiek egy sziklafalon felmászva behatolnak a déli csapatok által megszállt erődbe. Amikor lövöldözés tör ki, az őrnagy felrobbantja a függőhidat, de a támadók addigra már bejutottak.
Kivárják az alkalmas pillanatot, elfoglalják a géppuskaállásokat és azzal lekaszálják a bentlévőket.
Közben kiderül, hogy az erőd korábban Pembroke ezredes parancsnoksága alatt állt, amit a déliek ostromoltak. A déliek elfogták az ezredes fiát, és a fia életével zsarolva Pembroke ezredes átadta az erődöt az ellenségnek. Ward azonban kivégeztette a fiút, ezért Pembroke lényegében ezt jött megbosszulni.
|  | Itt a vége a cselekmény részletezésének! |

## Szereplők
| Szereplő                            | Színész             | Magyar hang       |
| ----------------------------------- | ------------------- | ----------------- |
| Eli Sampson                         | Bud Spencer         | Bujtor István     |
| Pembroke ezredes                    | James Coburn        | Uri István        |
| Ward őrnagy                         | Telly Savalas       | Vajda László      |
| Charles Ballard őrnagy              | José Suárez         | Dobránszky Zoltán |
| Spike őrmester                      | Georges Géret       | Vass Gábor        |
| Ted Wendel                          | Ugo Fangareggi      | Halmágyi Sándor   |
| Brent őrmester                      | Reinhard Kolldehoff | Gruber Hugó       |
| Donald MacIvers                     | Guy Mairesse        | Melis Gábor       |
| Piggott közlegény                   | Benito Stefanelli   | Rosta Sándor      |
| Will Fernandez (Will Culder)        | Adolfo Lastretti    | Wohlmuth István   |
| Ward őrnagy őrmester asszisztense   | Fabrizio Moresco    | Breyer Zoltán     |
| Scully, a kereskedő                 | Ángel Álvarez       | Szoó György       |
| Farmer                              | Francisco Sanz      | Balázsi Gyula     |
| Jeremy, indián                      | Turam Quibo         | Bognár Zsolt      |
| Seriff                              | N/A                 | Barbinek Péter    |
| Elítéltek bűneit felolvasó őrmester | N/A                 | Gyürki István     |
| Halálraítélt mormon                 | N/A                 | Konter László     |
| Fort Sunternél meghalt katona apja  | N/A                 | Pusztai Péter     |

További magyar hangok: Imre István, Juhász Tóth Frigyes, Lázár Sándor, Mikula Sándor, Végh Ferenc

## Érdekességek
- A film Bud Spencer többi westernfilmjétől eltérően nem vígjáték, hanem tragédia.
- Telly Savalas játszik az 1967-es, hasonló főtémára alapozó Piszkos tizenkettő (Dirty Dozen) c. filmben is.

## Televíziós megjelenések
TV-2, Duna TV, TV2, Film+, Viasat 3, Film+ 2, RTL Klub, RTL Három